# GPR31
GPR31, G protein-spregnuti receptor 31, je protein koji je kod čoveka kodiran GPR31 genom.

## Literatura
1. ↑  Zingoni A, Rocchi M, Storlazzi CT, Bernardini G, Santoni A, Napolitano M (1997). „Isolation and chromosomal localization of GPR31, a human gene encoding a putative G protein-coupled receptor”. Genomics. 42 (3): 519—23. PMID 9205127. doi:10.1006/geno.1997.4754.
2. ↑  „Entrez Gene: GPR31 G protein-coupled receptor 31”.

## Dodatna literatura
- Strausberg RL; Feingold EA; Grouse LH;  . (2003). „Generation and initial analysis of more than 15,000 full-length human and mouse cDNA sequences.”. Proc. Natl. Acad. Sci. U.S.A. 99 (26): 16899—903. PMC 139241 . PMID 12477932. doi:10.1073/pnas.242603899.
- Mungall AJ; Palmer SA; Sims SK;  . (2003). „The DNA sequence and analysis of human chromosome 6.”. Nature. 425 (6960): 805—11. PMID 14574404. doi:10.1038/nature02055.